# The Sketch Book of Geoffrey Crayon
The Sketch Book of Geoffrey Crayon, Gent., meestal kortweg The Sketch Book (Ned: Het schetsboek) genoemd, is een collectie van 34 essays en korte verhalen geschreven door Washington Irving. De collectie werd gepubliceerd in 1819 en 1820 en bevat twee werken waaraan Irving zijn grote bekendheid ontleent, namelijk The Legend of Sleepy Hollow en Rip van Winkle. Het was de eerste keer dat Irving schreef onder het pseudoniem Geoffrey Crayon, dat hij zou blijven gebruiken tijdens zijn verder carrière.
The Sketch Book was, samen met James Fenimore Coopers Leatherstocking Tales, een van de eerste Amerikaanse literaire werken die gelezen werden in Engeland en de rest van Europa.

## Inhoud
De verhalen en essays staan hier in de volgorde waarin ze in het boek zijn opgenomen.
- "The Author's Account of Himself
- "The Voyage"
- "Roscoe"
- "The Wife"
- "Rip van Winkle"
- "English Writers on America"
- "Rural Life in England"
- "The Broken Heart"
- "The Art of Bookmaking"
- "A Royal Poet"
- "The Country Church"
- "The Widow and Her Son"
- "A Sunday in London"
- "The Boar's Head Tavern, East Cheap"
- "The Mutability of Literature"
- "Rural Funerals"
- "The Inn Kitchen"
- "The Spectre Bridegroom"
- "Westminster Abbey"
- "Christmas"
- "The Stage-Coach"
- "Christmas Eve"
- "Christmas Day"
- "Christmas Dinner"
- "London Antiques"
- "Little Britain"
- "Stratford-on-Avon"
- "Traits of Indian Character"
- "Philip of Pokanoket"
- "John Bull"
- "The Pride of the Village"
- "The Angler"
- "The Legend of Sleepy Hollow"
- "L'Envoy"